# Zentralamerikanisches Integrationssystem
Das Zentralamerikanische Integrationssystem (spanisch Sistema de la Integración Centroamericana, SICA) ist eine zwischenstaatliche Organisation mittelamerikanischer Staaten. Sie wurde am 13. Dezember 1991 von Costa Rica, El Salvador, Guatemala, Honduras, Nicaragua und Panama durch die Unterzeichnung des Protokolls von Tegucigalpa gegründet und trat so die Nachfolge der Organisation der Zentralamerikanischen Staaten an.
Das System wurde unter Berücksichtigung der bisherigen Erfahrungen für die Vereinigung und der Geschichte der Region entwickelt. Auf dieser Grundlage wurde ihr vorrangiges Ziel definiert: Die Integration Zentralamerikas zur Schaffung einer Region des Friedens, der Freiheit, der Demokratie und der Entwicklung basierend auf Achtung, Schutz und Menschenrechten.
Mitglieder
1. Vollmitglieder
  1.  Belize
  2.  Costa Rica
  3.  Dominikanische Republik
  4.  El Salvador
  5.  Guatemala
  6.  Honduras
  7.  Nicaragua
  8.  Panama
2. Beobachter
  1.  Ägypten
  2.  Argentinien
  3.  Australien
  4.  Bolivien
  5.  Brasilien
  6.  Chile (Seit 27. Juni 2008)
  7.  Deutschland (Seit 27. Juni 2008)
  8.  Ecuador
  9.  Europäische Union
  10.  Frankreich
  11.  Georgien
  12.  Heiliger Stuhl
  13.  Italien
  14.  Japan
  15.  Kanada
  16.  Katar
  17.  Kolumbien
  18.  Malteserorden
  19.  Marokko
  20.  Mexiko
  21.  Neuseeland
  22.  Peru
  23.  Russland
  24.  Schweden
  25.  Serbien
  26.  Spanien
  27.  Südkorea
  28.  Taiwan
  29.  Türkei
  30.  Uruguay
  31.  Vereinigte Staaten
  32.  Vereinigtes Königreich

Auf einem Gipfeltreffen im Dezember 2008 verständigten sich die Staaten Zentralamerikas auf die Einführung einer gemeinsamen Währung, die Einführung eines zentralamerikanischen Passes und auf einen 41 Punkte umfassenden Wirtschaftsplan zur Bewältigung der Folgen der weltweiten Finanzkrise. Unter anderem soll ein regionaler Hilfsfonds für den Landwirtschafts-, Dienstleistungs- und Handelssektor aufgelegt werden. Die Gipfelteilnehmer kündigten zudem eine Vereinheitlichung der Gesetze in den Bereichen Einwanderung, Bildung und Sicherheit an.